# 더 납작 엎드릴게요
《더 납작 엎드릴게요》는 2024년에 개봉한 대한민국의 영화이다.

## 캐스팅

### 주연
- 김연교 : 혜인 역
- 장리우 : 진희 역
- 손예원 : 태미 역

### 조연
- 임호준 : 안 과장 역
- 김금순 : 연화수 보살 역
- 권민경 : 노 보살 역
- 손호석 : 주지스님 역
- 강석호 : 달마대사 역

## 참고 사항
- 총 5개의 챕터로 구분되어 있다.